# KZ-Gedenkstätte Dachau

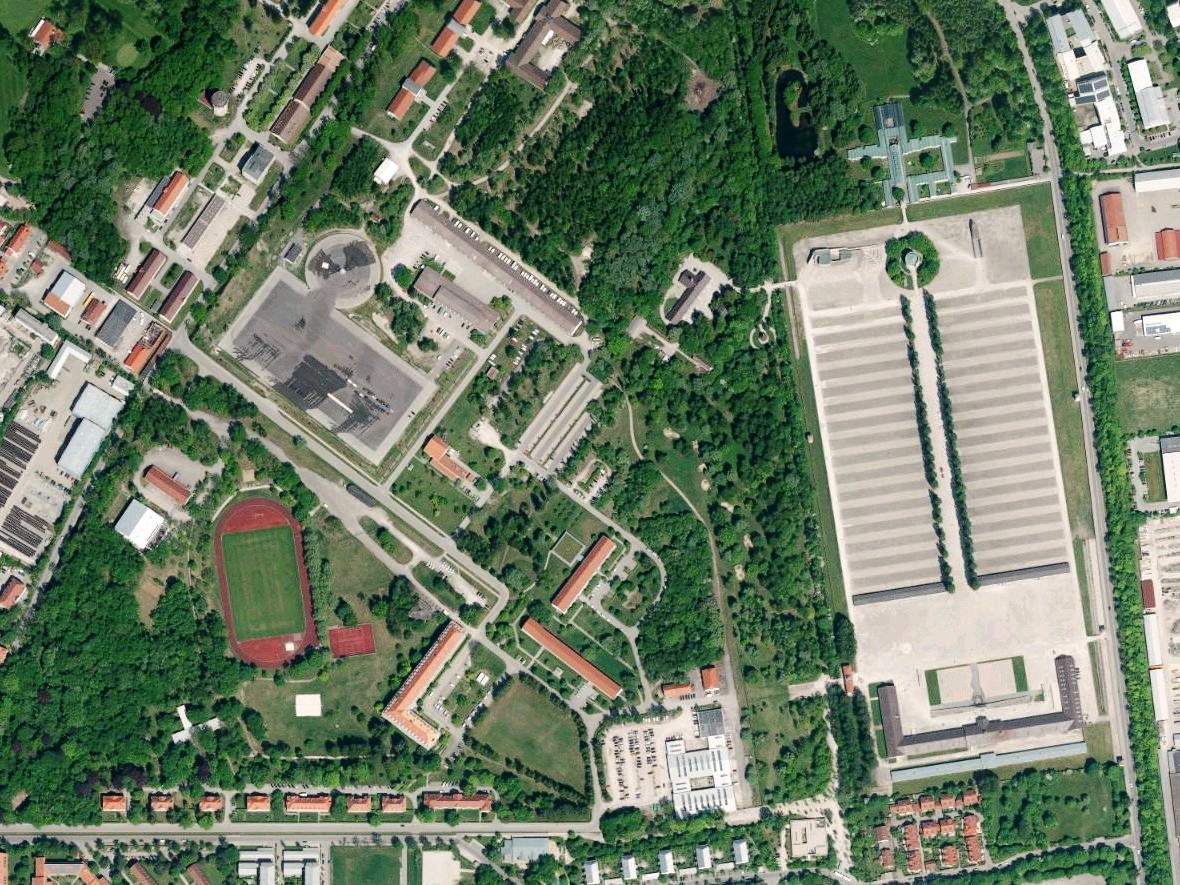
Luftbild der Anlage – Süd (Unten), Nord (Oben) – im Osten das eigentliche KZ-Lager (nördlich davon das Kloster) und im Westen die Kasernenanlage der SS (heute Sitz der bayerischen Bereitschaftspolizei)

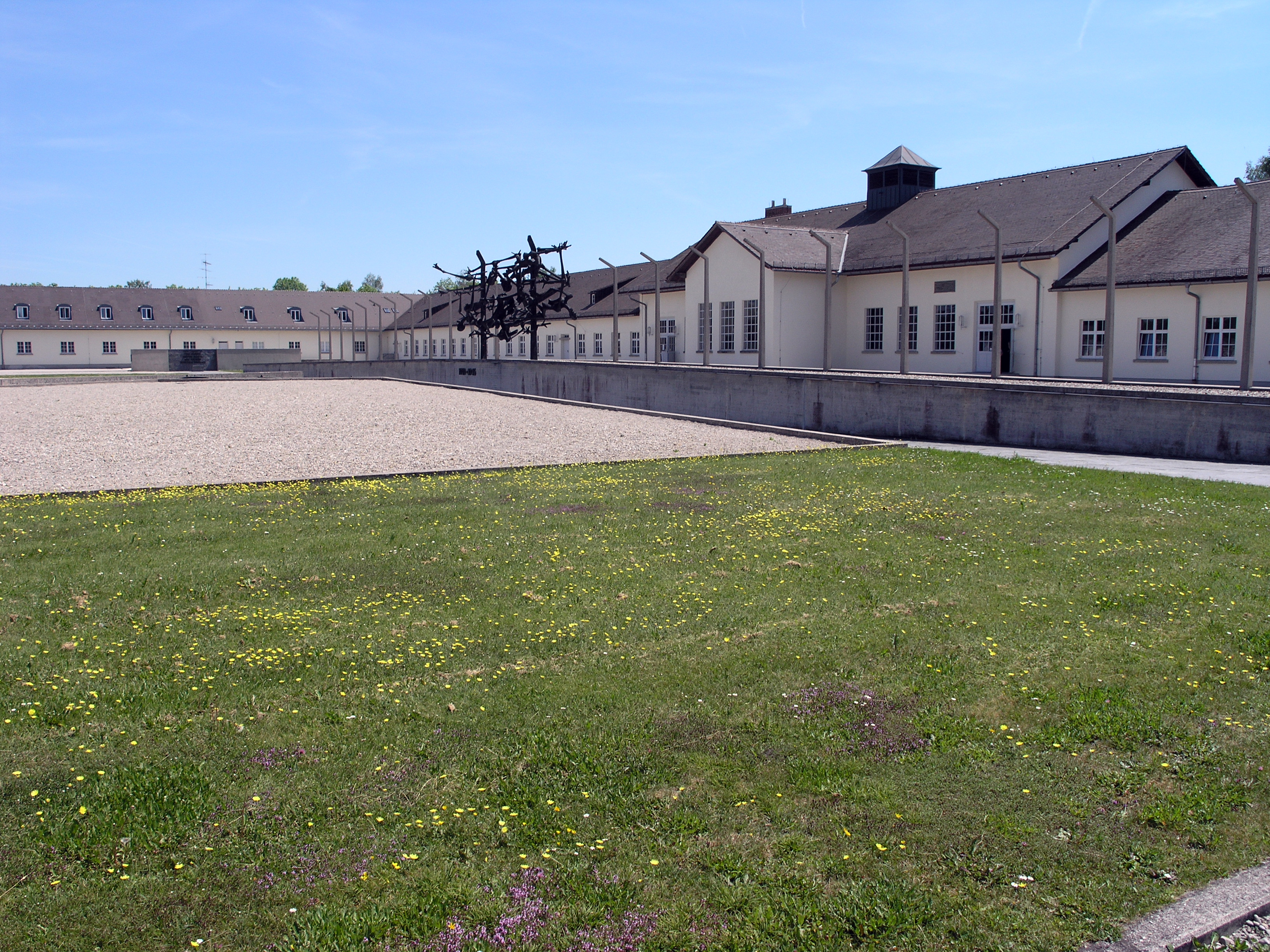
Die heutige Gedenkstätte (ehemaliges Wirtschaftsgebäude)

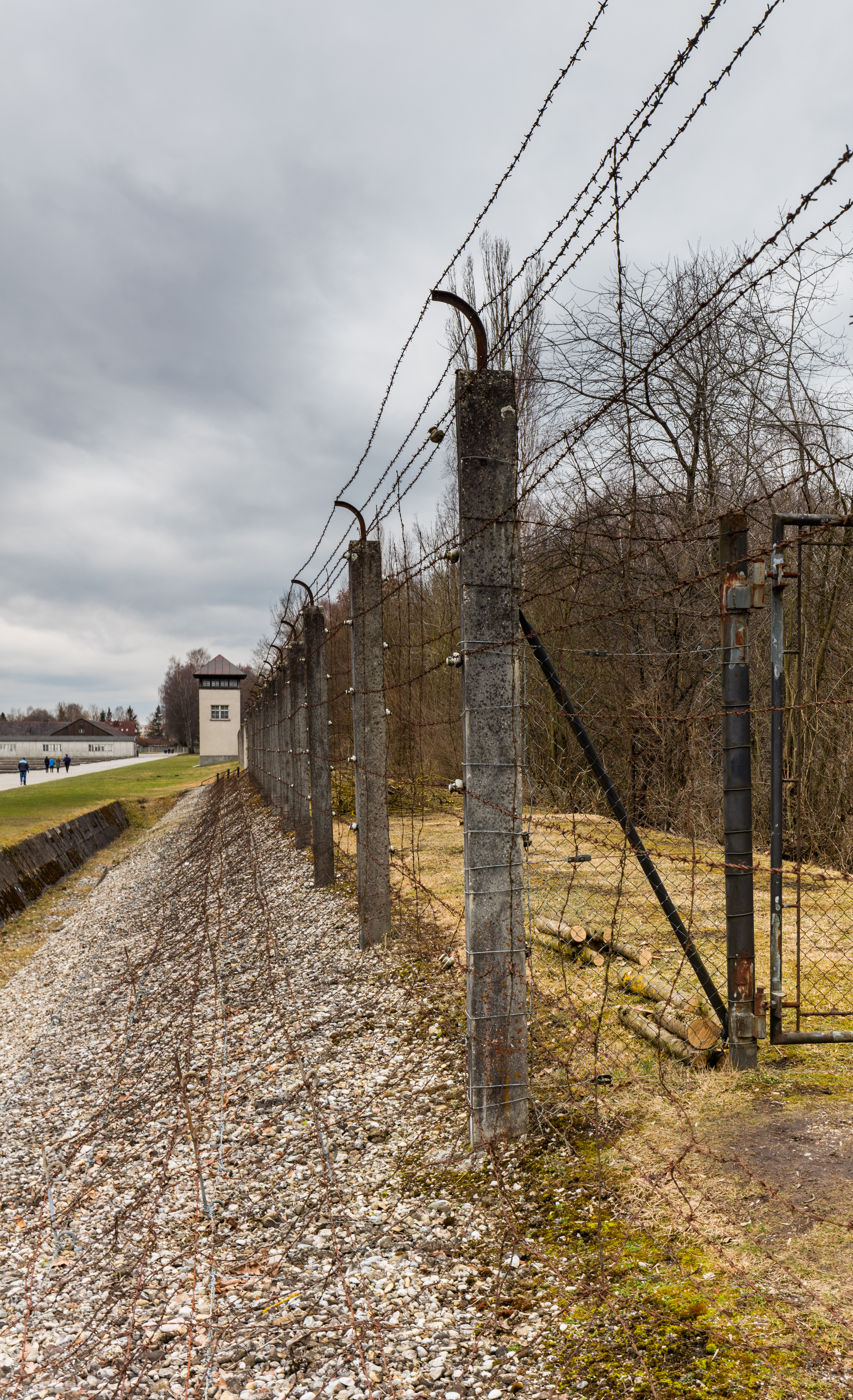
Drahtverhau. Zaun mit Stacheldraht auf Porzellanisolatoren und Lampen. Kontrollstraße. Vor dem Wachturm eine Ausfahrt nach Osten, durch die Betonelementemauer auf die Alte Römerstraße. – Links im Bild ein Graben.

Die KZ-Gedenkstätte Dachau liegt nordnordwestlich von München am Ostrand von Dachau. Sie wurde am 5. Mai 1965 als Mahnstätte und Erinnerungsort auf dem ehemaligen Häftlingsgelände des Konzentrationslagers Dachau errichtet. Seit 2003 befindet sie sich in Trägerschaft der Stiftung Bayerische Gedenkstätten. Das Archiv der Gedenkstätte und ein Teil der Ausstellung befinden sich im erhalten gebliebenen ehemaligen Wirtschaftsgebäude des Lagers. Die Gedenkstätte wird jährlich von etwa 1.000.000 Menschen aus aller Welt besucht.
Der Abstand vom Zentrum Münchens beträgt 18 km Luftlinie. Das Areal der Gedenkstätte liegt fast am Ostrand der Mittelstadt Dachau, es orientiert sich wie der Mühlbach Würm und die Alte Römerstraße, zwischen denen es liegt, ziemlich genau nach Norden. Außerhalb schließt noch das Gewerbegebiet Dachau-Ost an. Die Gedenkstätte trägt Hausnummer 75 der östlich anliegenden Alten Römerstraße, die Zufahrt zu Kfz-Parkplätzen bietet. Der Haupteingang befindet sich jedoch im Südwesten an der Adresse des Besucherzentrums, Pater-Roth-Str. 2a.

## KZ-Gedenkstätte Dachau (Stammlager)

### Geschichte

#### 1945–1955
Am 1. Mai 1945 versammelten sich die ehemaligen Häftlinge auf dem Appellplatz, um den „Tag der Befreiung, der Freundschaft und Verbrüderung“ zu feiern. Nach Ländern geordnet machten sie mit Transparenten auf die Losungen der Internationalen Lagergemeinschaft aufmerksam, die sie bis heute verfolgen: „Nie wieder Faschismus! Nie wieder Krieg!“
Im einstigen Krematorium des KZ Dachau richteten überlebende Häftlinge noch 1945 einen kleinen Gedenkort ein. Dieser war vielen ein Dorn im Auge: So beantragte etwa der Dachauer CSU-Landrat im Juni 1955 den Abriss des Krematoriums. Das KZ-Gelände wurde zu dieser Zeit als Flüchtlingslager genutzt. In den einstigen Häftlingsbaracken waren sogenannte Vertriebene untergebracht.

#### 1955–1965
1955, anlässlich des 10. Jahrestages der Lagerbefreiung fand im Mai ein internationales Treffen ehemaliger Gefangener in Dachau statt. Der Dachauer Landrat Heinrich Junker hatte den Abbruch des Krematoriums gefordert. Das Comité International de Dachau forderte dagegen die Errichtung einer würdigen Mahn- und Gedenkstätte auf dem ehemaligen KZ-Gelände.
1960 wurde im Gebäude des ehemaligen Krematoriums ein provisorisches Museum errichtet. Ursprünglich war auch überlegt worden, nur das Krematorium und die Massengräber auf dem Waldfriedhof und dem KZ-Friedhof Dachau-Leitenberg als Gedenkstätte auszuweisen. Im selben Jahr erbaute die Erzdiözese München und Freising die „Todesangst-Christi-Kapelle“. Sie wurde beim 37. Eucharistischen Weltkongress in München von Weihbischof Neuhäusler am 5. August geweiht und ist „seither eine Wallfahrtsstätte für Zehntausende aus aller Welt“.
Im Jahr 1964 wurde der Karmel Heilig Blut der Unbeschuhten Karmelitinnen errichtet, dessen Innenhof man durch einen früheren Wachturm des KZ betritt.

#### 1965–1975
Zum 20. Jahrestag 1965 kamen über 600 ehemalige Häftlinge aus 14 europäischen Ländern an diesen Ort.
1965 erreichte die Initiative die Errichtung der Gedenkstätte in der heutigen Form. Der Bayerische Jugendring, der DGB und auch der damalige Münchener Oberbürgermeister Hans-Jochen Vogel engagierten sich für den Gedenkort. Weitere Befürworter waren Otto Kohlhofer, Alois Hundhammer, Johannes Neuhäusler und Leonhard Roth. Die Original-Baracken wurden aufgrund ihres baufälligen Zustandes abgerissen. Die Umrisse von 32 Baracken wurden in Beton nachgegossen. Die Evangelische Versöhnungskirche und die jüdische Gedenkstätte wurden 1967 errichtet. Als „Weg des Erinnerns“ wurde die ehemalige Schienenstrecke zwischen dem Dachauer Bahnhof und der Gedenkstätte ausgewiesen.
Am 8. September 1968 wurde das Internationale Mahnmal des jugoslawischen Künstlers Nandor Glid enthüllt, welches sich auf dem ehemaligen Appellplatz befindet.

#### 1975–1995
Im Frühjahr 1980 begingen elf Sinti und eine Sozialarbeiterin auf der Gedenkstätte den Dachauer Hungerstreik, um auf den Antiziganismus deutscher Behörden aufmerksam zu machen. Nach acht Tagen im Aufenthaltsraum der Versöhnungskirche wurde der Streik abgebrochen, aber zu einem zentralen Gründungsmoment der Bürgerrechtsbewegung von Sinti und Roma in Deutschland.
Am letzten Tag des Besuchs Erich Honeckers in der Bundesrepublik Deutschland am 11. September 1987 flog  Honecker mit seiner Delegation per Hubschrauber zur Gedenkstätte, wo er einen Kranz niederlegte und mit Überlebenden sprach.
1994 wurde von Soldaten der aus Deutschland abziehenden russischen Armee in altrussischem Stil die russisch-orthodoxe Kapelle Auferstehung unseres Herrn zu Ehren der Auferstehung Christi als Gedenkstätte für die orthodoxen Opfer (Russen, Griechen, Serben u. a.) des Nationalsozialismus errichtet. Dabei wirkte auch der ehemalige Gefangene Gleb Rahr mit. Am 29. April 1995, wurde sie eingeweiht.

#### 1995–2005
Im Jahr 1995 übernahm erstmals die Bayerische Staatsregierung in Kooperation mit dem Internationalen Dachau-Komitee die Einladung der ehemaligen Häftlinge zur jährlichen Befreiungsfeier. Bedingt durch den politischen Wandel in der Sowjetunion kamen auch viele Überlebende aus Russland.
1995 wurde in Landsberg am Lech, dem Ort des größten KZ-Außenlagerkomplexes Kaufering bei Landsberg des KZ Dachaus, die Europäische Holocaustgedenkstätte in Landsberg errichtet. Ebenfalls 1995 hielt Edmund Stoiber als erster bayerischer Ministerpräsident bei einer offiziellen Gedenkfeier in der KZ-Gedenkstätte eine Ansprache. Nach der zentralen Veranstaltung fand in der Münchner Residenz ein Staatsempfang zu Ehren der ehemaligen Häftlinge statt.
In den Jahren 1996 bis 2003 wurde eine neue Ausstellung zur Geschichte des Konzentrationslagers Dachau geschaffen, die unter dem Leitmotiv „Der Weg der Häftlinge“ steht.
1998 entstand eine Internationale Jugendbegegnungsstätte in Dachau.
2000 wurden die ehemaligen Gefängniszellen von Georg Elser mit einer Informationstafel gekennzeichnet.
2000/01 Archäologische Ausgrabungen durch die Ludwig-Maximilians-Universität München: Im Herbst 2000 fanden eine Suchgrabung in der Nordostfläche des ehemaligen »Schutzhaftlagers« statt. Im April und September 2001 folgten zwei Grabungskampagnen auf dem ehemaligen Schießplatz des Konzentrationslagers Dachau am westlichen Ortstrand von Hebertshausen.
2003 kam es zu einer Neugestaltung der Ausstellung. Zusätzlich ist nun der Nachbau einer Baracke zu sehen, deren Innenausbau die Zeit des Lagers reflektiert. Die Trägerschaft der Gedenkstätte wurde in die durch den Freistaat Bayern errichtete Stiftung Bayerische Gedenkstätten überführt.

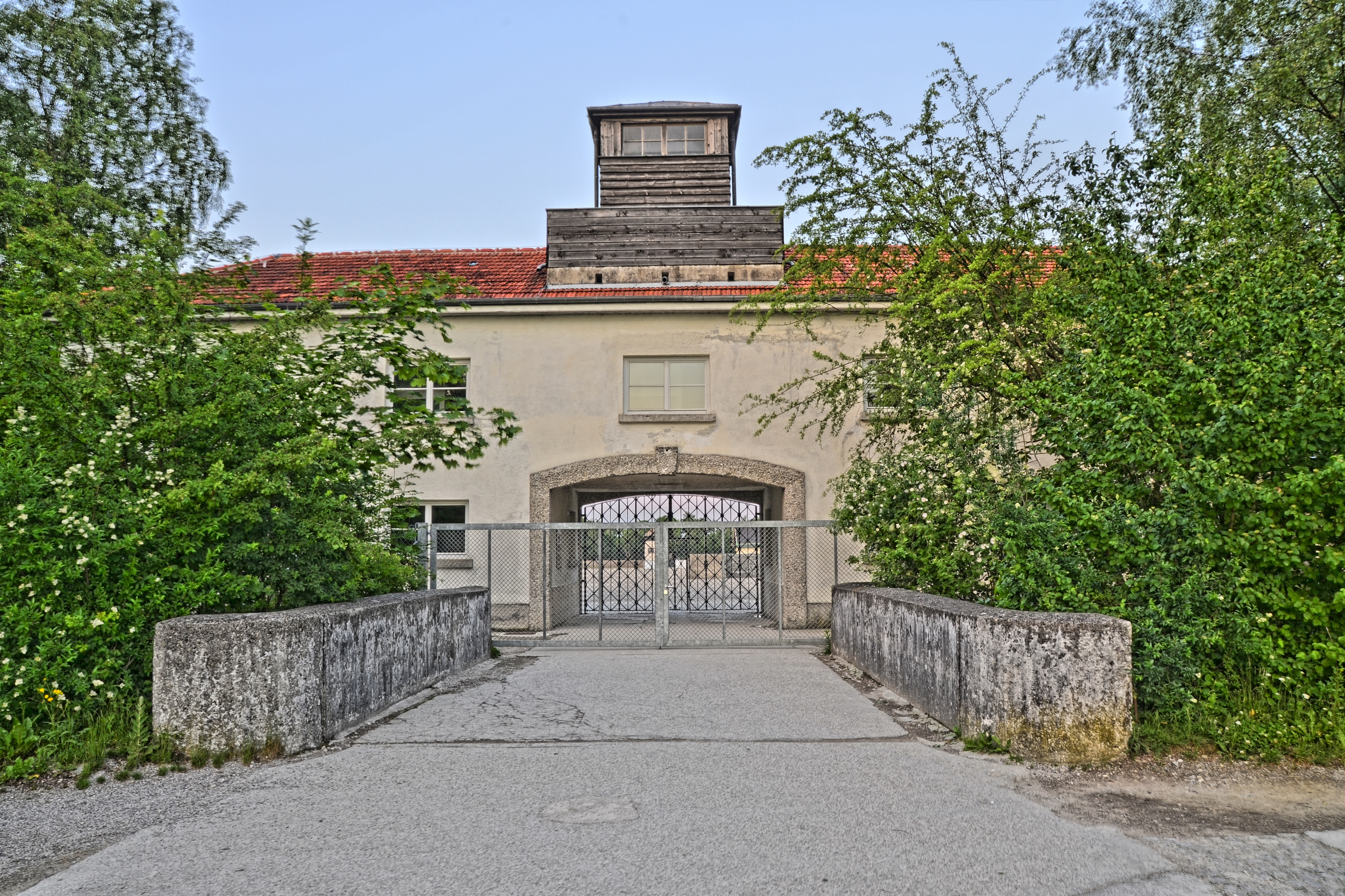
Jourhaus, seit 2005 Eingang zur Gedenkstätte (Originalgebäude)

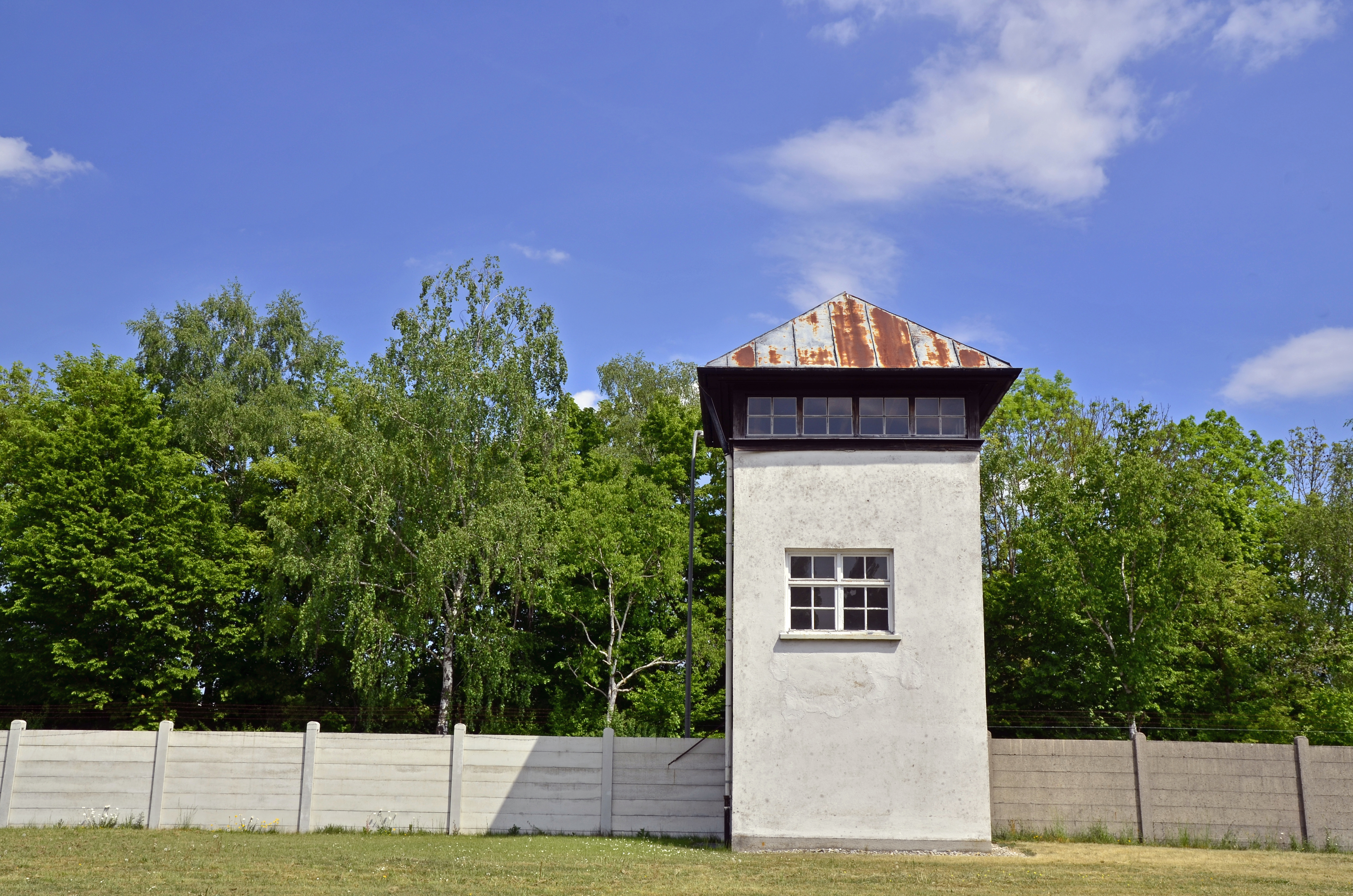
Einer der drei Wachtürme auf der Ostseite des Lagers

Ende April 2005 wurde der Besuchereingang von der Ostseite zum Lagertor am Jourhaus verlegt – dies war früher der einzige Zugang zum Lager. Zum 60. Jahrestag der Befreiung eröffnete Ministerpräsident Edmund Stoiber gemeinsam mit Bundesentwicklungsministerin Heidemarie Wieczorek-Zeul und dem Vorsitzenden des CID, General André Delpech, den neuen Zugang, der durch das eiserne Tor mit der berüchtigten Inschrift Arbeit macht frei führt.
Auch kam es zu einer Umgestaltung des Museumskonzepts: Als Mahnmal gegen das NS-Regime wie auch Erinnerungsort der ehemaligen Häftlinge findet der Gedenkort nun verstärkt Verwendung als internationaler Lern- und Gedächtnisort für insbesondere jugendliche Gäste. Durch den Generationswechsel wie auch das absehbare Sterben der verbleibenden Zeitzeugen ist die Gedenkstättenarbeit in Dachau einem tiefgreifenden Umbruch unterworfen.
Es gibt eine Vielzahl von Vereinen und Initiativen sowie Periodika und Veröffentlichungen. Im Frühsommer 1980 entstand der Verein Arbeitsgemeinschaft zur Erforschung der Dachauer Zeitgeschichte e. V. Es gibt die Würmtaler Bürgerinitiative – Gedenkzug Todesmarsch von Dachau. Der Verein Geschichtswerkstatt Mühldorf e. V. hat sich gebildet, 2001 erschien sein erstes Buch über das dortige Außenlager.

#### Ab 2005

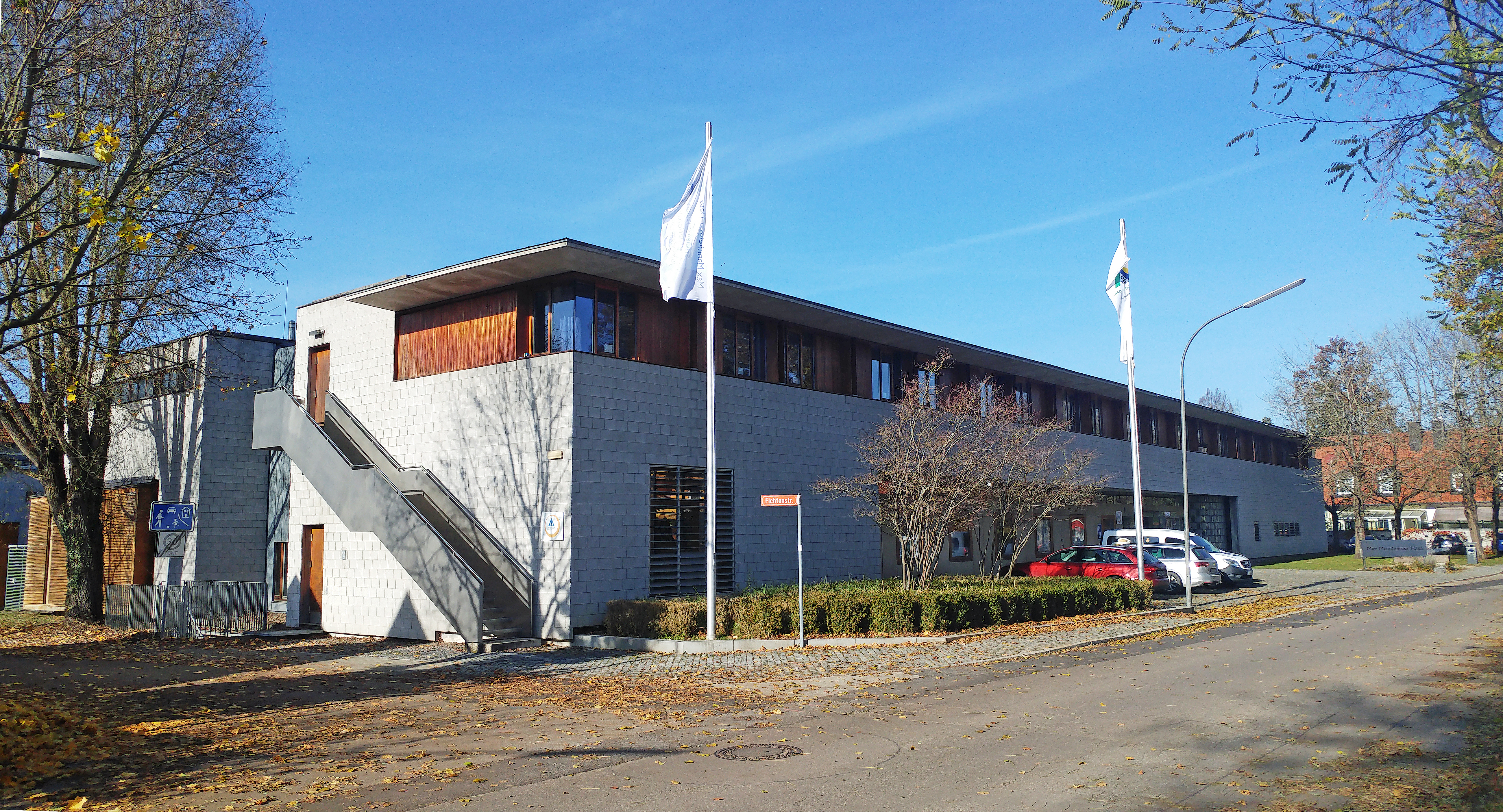
Max-Mannheimer-Haus Studienzentrum und internationales Jugendgästehaus

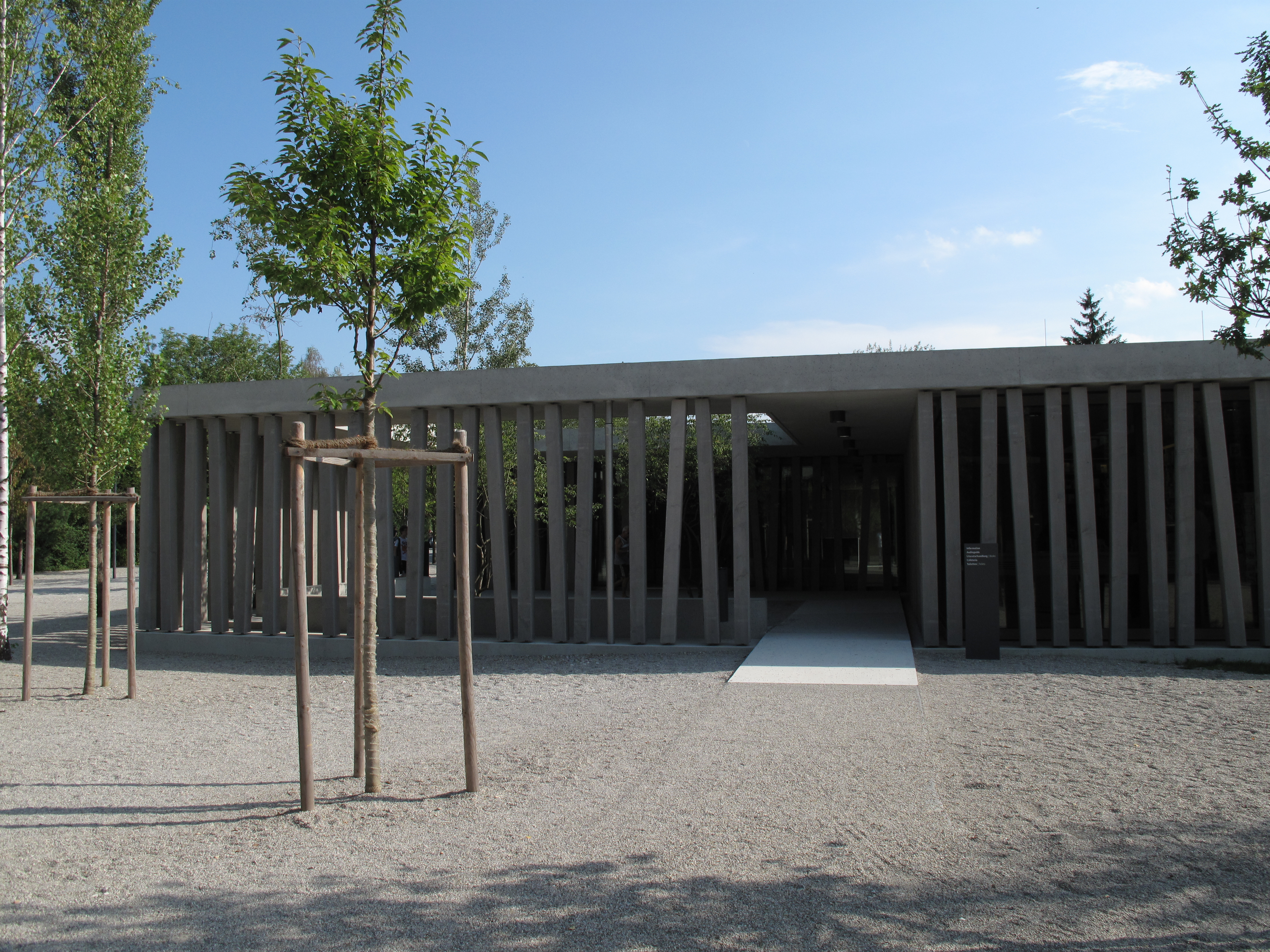
Besucherzentrum der KZ-Gedenkstätte Dachau (2009 eröffnet)

Die Tagung „KZ-Außenlager in Bayern. Bestandsaufnahme und Perspektiven (Dachau, Flossenbürg, 200 Außenlager)“ fand am 17. und 18. November 2006 in Nürnberg statt. Veranstalter war die Stiftung Bayerische Gedenkstätten. In der Landeshauptstadt München finden immer wieder Vorträge und Podiumsdiskussionen statt. Vom 19. bis 26. November 2006 wurde auf den „20. jüdischen Kulturtagen“ auf die „Geschichte der Juden in Bayern“ eingegangen, die sich auch im Konzentrationslager Dachau oder seinen Außenlagern abgespielt hat. Die Kulturtage wurden von der Gesellschaft zur Förderung jüdischer Kultur und Tradition e. V., dem Lehrstuhl für jüdische Geschichte und Kultur der LMU München und der Bayerischen Landeszentrale für politische Bildungsarbeit unterstützt.
Die Gedenkstätte kooperiert mit der Stadt Dachau bei der Verleihung des Dachau-Preises für Zivilcourage, der seit 2005 vergeben wird.
Nach einer Ausschreibung im Jahr 2005 wurden im Mai 2007 die Bauarbeiten für das neue Besucherzentrum der KZ-Gedenkstätte aufgenommen. Am 30. April 2009 wurde es eröffnet.
Im Jahr 2010, anlässlich des 65. Jahrestages der Befreiung besuchte mit Horst Köhler zum ersten Mal ein amtierender Bundespräsident die KZ-Gedenkstätte Dachau. Nicht nur für die Überlebenden war seine Anwesenheit zum 65. Jahrestag der Befreiung von hoher Bedeutung: Seit Kriegsende hatten sich hochrangige deutsche Amtsträger von diesem Ort ferngehalten. „Es war an der Zeit“, begründete Köhler seine Teilnahme. In einem Plädoyer gegen das Vergessen würdigte er den unermüdlichen Einsatz, den Überlebende in der Aufklärungsarbeit leisteten. Auch US-Präsident Barack Obama wies in einer Grußbotschaft darauf hin, dass das Vermächtnis der Überlebenden in Ehren gehalten werden muss.

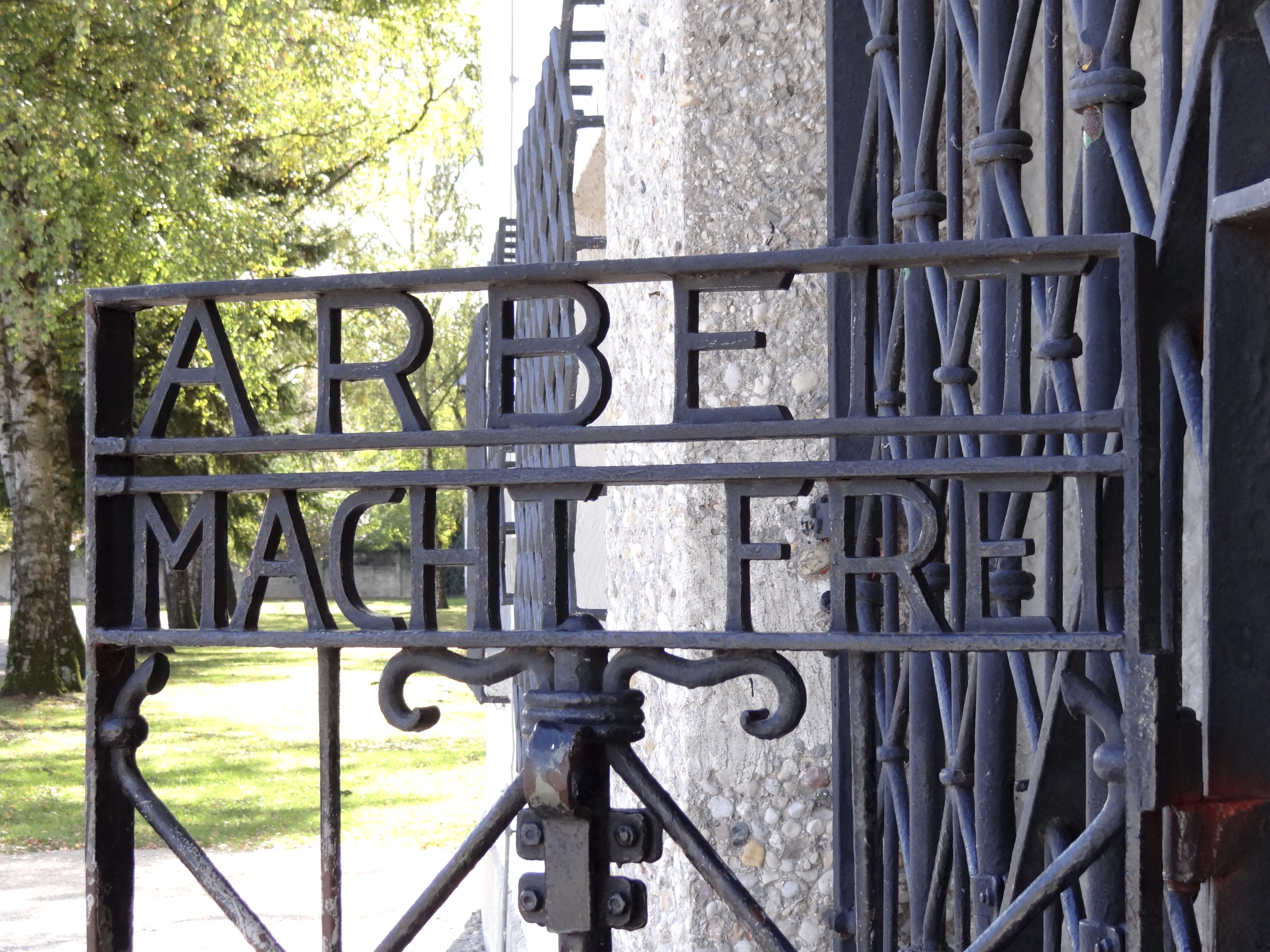
Die 2014 gestohlene Tür

2014 wurde die Tür mit dem Schriftzug „Arbeit macht frei“ von Unbekannten gestohlen und im Dezember 2016 im norwegischen Bergen wiedergefunden. Am 22. Februar 2017 kehrte die Tür nach Dachau zurück und wird künftig in der Dauerausstellung des Museums zu sehen sein.

### Organisation und Erhalt
Die Stiftung Bayerische Gedenkstätten ist verantwortlich für die beiden KZ-Gedenkstätten Dachau und Flossenbürg, kümmert sich um die Erinnerung an deren Außenlager und trägt seit 2013 auch die Verantwortung für die 75 verbliebenen KZ-Friedhöfe in Bayern. Der Stiftungsrat umfasst neben Vertretern des Freistaates, des Bundes, der lokalen Kommunen wie der evangelischen und katholischen Kirche und der israelitischen Kultusgemeinden auch verschiedene Verbände der ehemaligen Häftlinge, insbesondere auch das Internationale Dachau-Komitee (CID). Ein Kuratorium mit beratender Funktion bezieht weitere gesellschaftliche Gruppen ein, die bereits bei der Einrichtung der Gedenkstätte eine wichtige Rolle spielten, so den bayerischen Jugendring, den Verband der Sinti und Roma in Bayern und den bayerischen DGB.
Bis 2010 erfolgte die Finanzierung der Stiftung Bayerische Gedenkstätten allein durch den Freistaat Bayern, diese umfasste 2010 einen Betrag von 2,4 Millionen Euro. Der Bund beteiligte sich ab 2010 mit 1,2 Millionen Euro jährlich. Weitere Mittel und Aktivitäten werden etwa über Parkgebühren, Spenden und die Aktivitäten der Religionsgemeinschaften und privater Träger und Fördervereine organisiert. Der vom Leiter (und Sohn des Gründers) des Internationalen Dachau-Komitees, Pieter Dietz de Loos geforderten Erhebung von Eintrittsgeldern auf dem Gelände wurde breit widersprochen.
Zwischen 1985 und 2009 erschienen die Dachauer Hefte, die auch in der Gedenkstätte erhältlich sind.
Die Gedenkstättenarbeit ist auf Honorarkräfte angewiesen, daher finden an der Gedenkstätte „Ausbildungskurse als Referent/in“ statt, die nach erfolgreichem Abschluss Führungen auf dem Gelände erlauben. Monatlich wird ein Referententreffen zum Erfahrungsaustausch angeboten, regelmäßig gibt es auch Gespräche mit Zeitzeugen.

Sakrale Gedenkstätten im Nordteil der Anlage
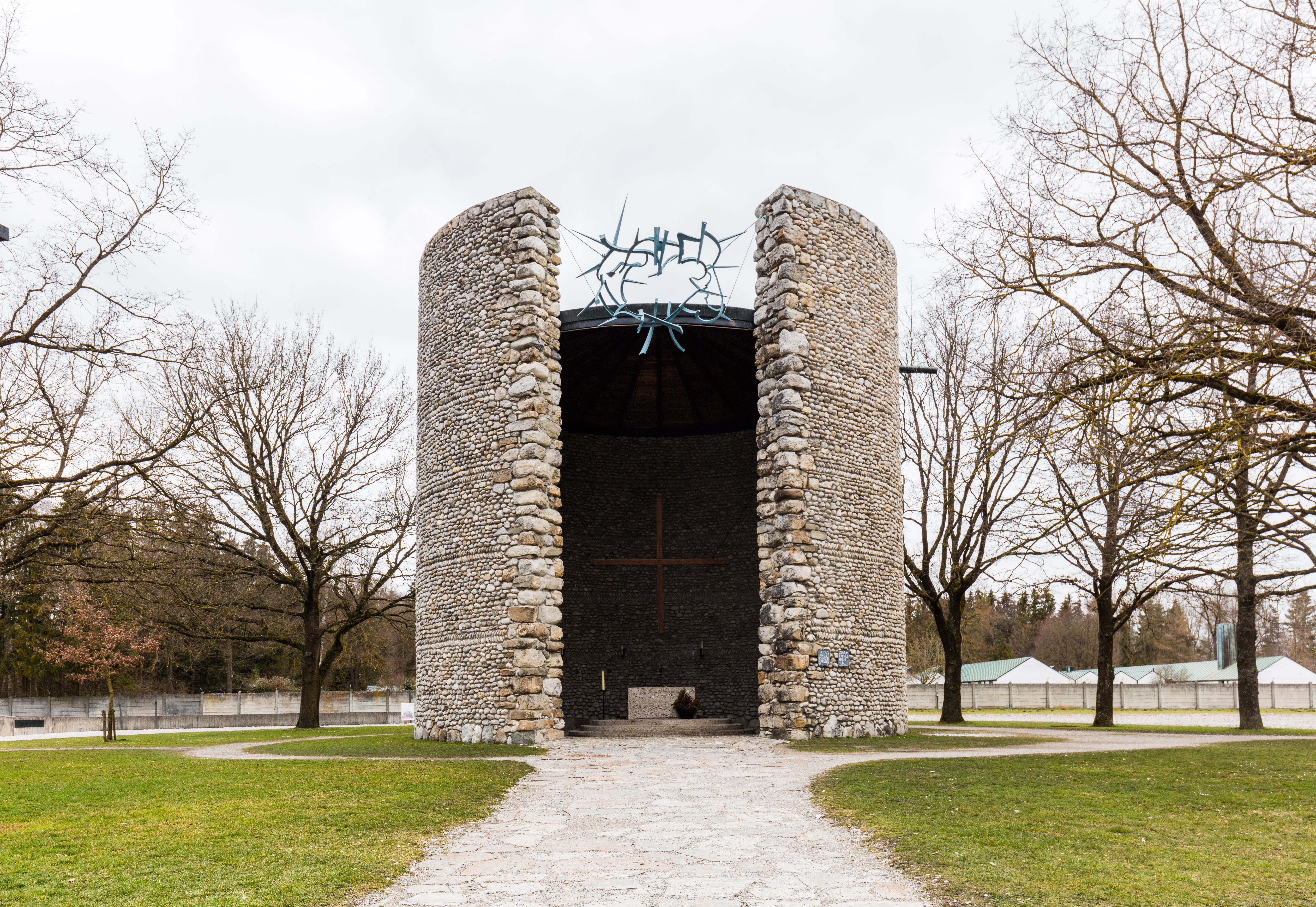
Katholische Todesangst-Christi-Kapelle (1960)
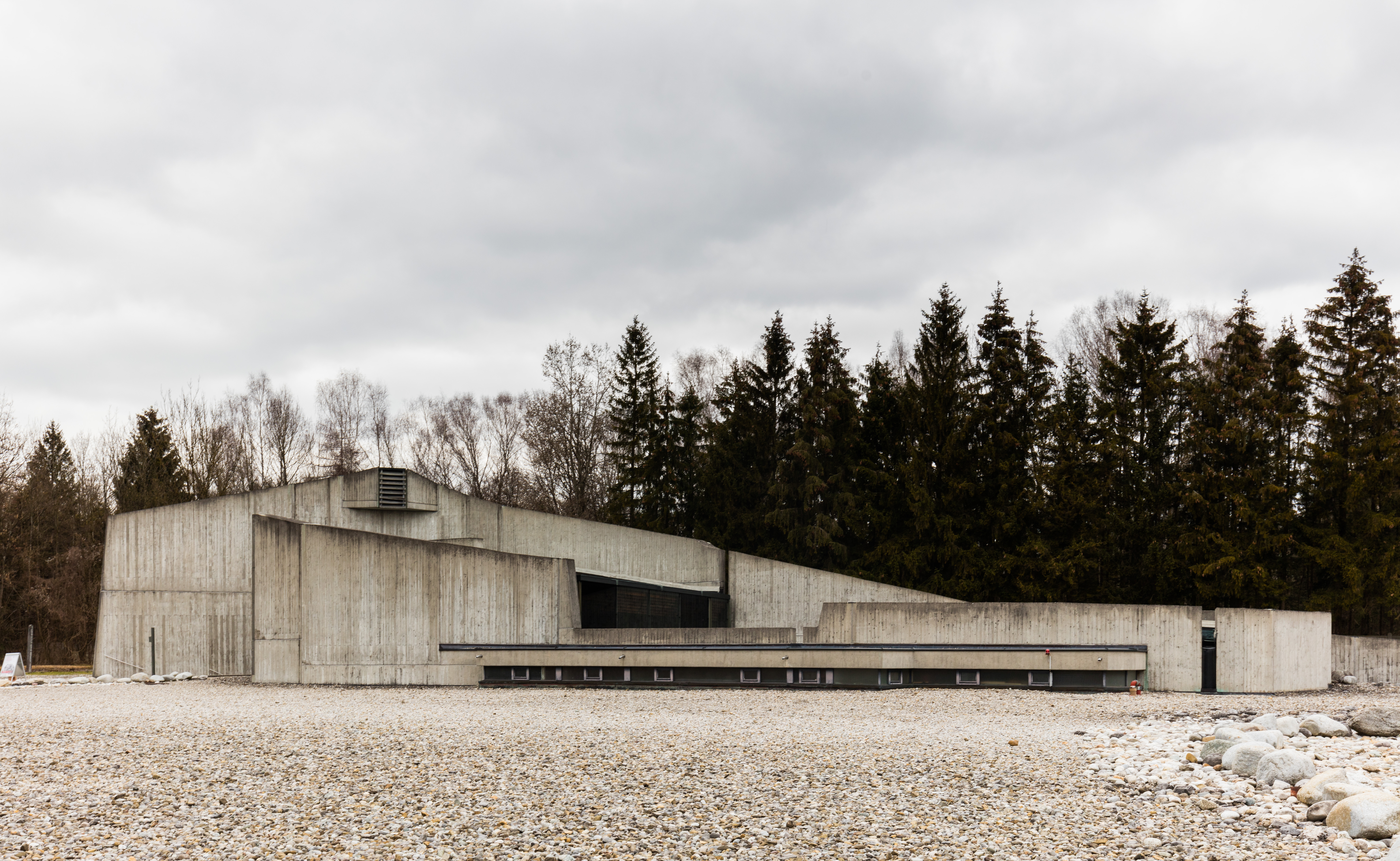
Evangelische Versöhnungskirche (1967)
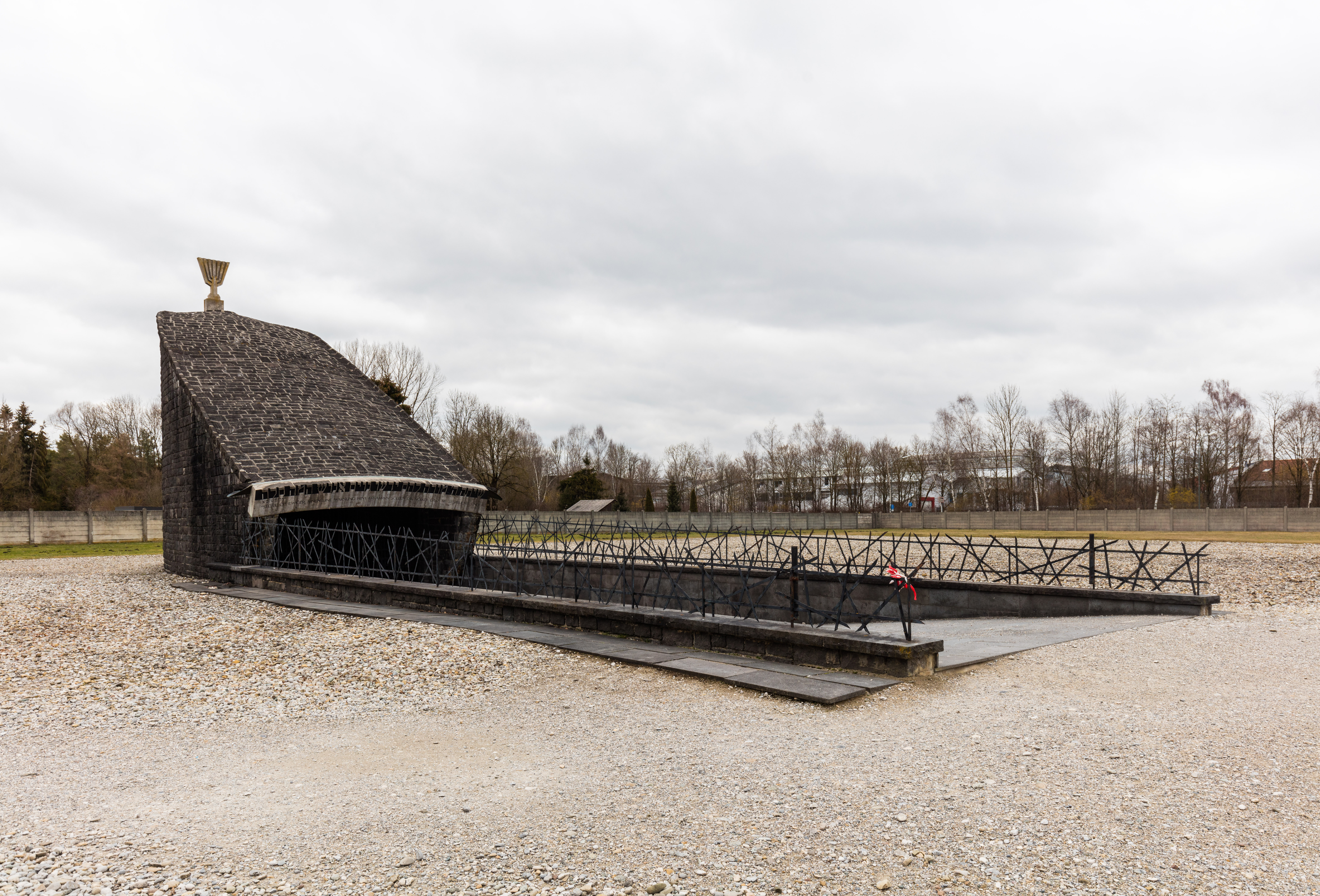
Jüdische Gedenkstätte, Entwurf Hermann Zvi Guttmann (1967)
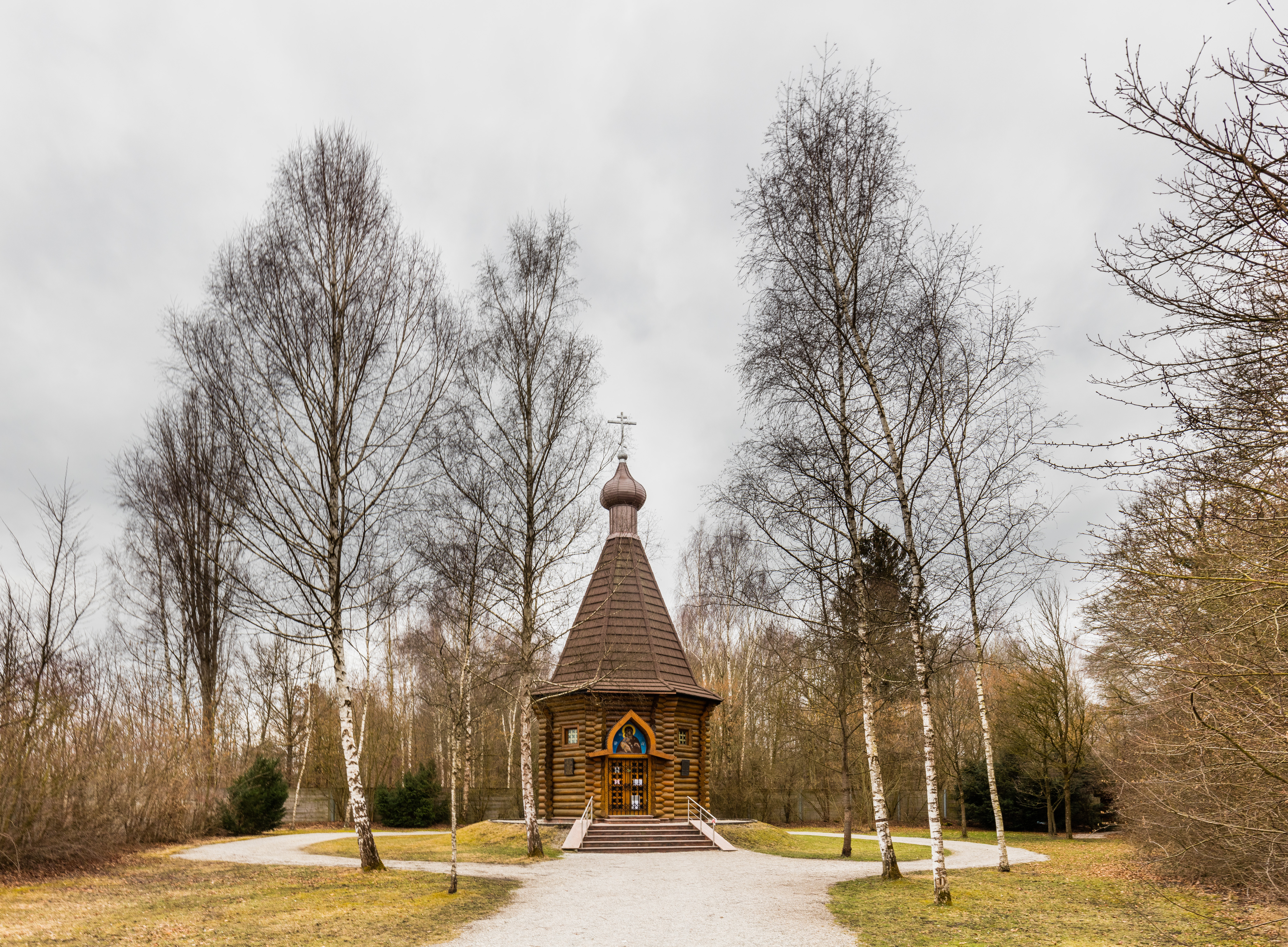
Russisch-Orthodoxe Kapelle „Auferstehung unseres Herrn“ (1995)
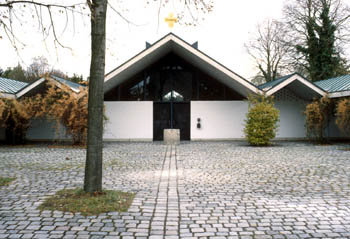
Kloster Karmel Heilig Blut, Innenhof (1964)

### Leitung
Ruth Jakusch (1914–1991), eine jüdische Emigrantin, die nach Ende des Zweiten Weltkrieges als Dolmetscherin der US-Armee u. a. während der Dachauer Prozesse tätig war, baute ab 1962 die Ausstellung der KZ-Gedenkstätte mit auf und war deren Leiterin bis 1975. Die langjährige Leiterin der KZ-Gedenkstätte Dachau, Barbara Distel, ging 2008 nach 33-jähriger Leitungstätigkeit in den Ruhestand, ihre Nachfolgerin ist Gabriele Hammermann.

## Gedenkstätten und Gedenkorte außerhalb des Stammlagers

### Weitere Gedenkstätten (Todesmarsch und KZ-Außenlager)
Vor der Befreiung des Konzentrationslagers Dachau wurde viele KZ-Häftlinge in Richtung Alpen getrieben. Viele starben auf den Todesmärschen. Entlang der Strecke wurden 22 Skulpturen des Bildhauers Hubertus von Pilgrim aufgestellt.
Bei wenigen der 169 Außenlager des KZ Dachau wurden Gedenkorte errichtet oder Gedenktafeln angebracht.

### Erinnerungsorte um die Gedenkstätte
Zu diesen Orten zählen:

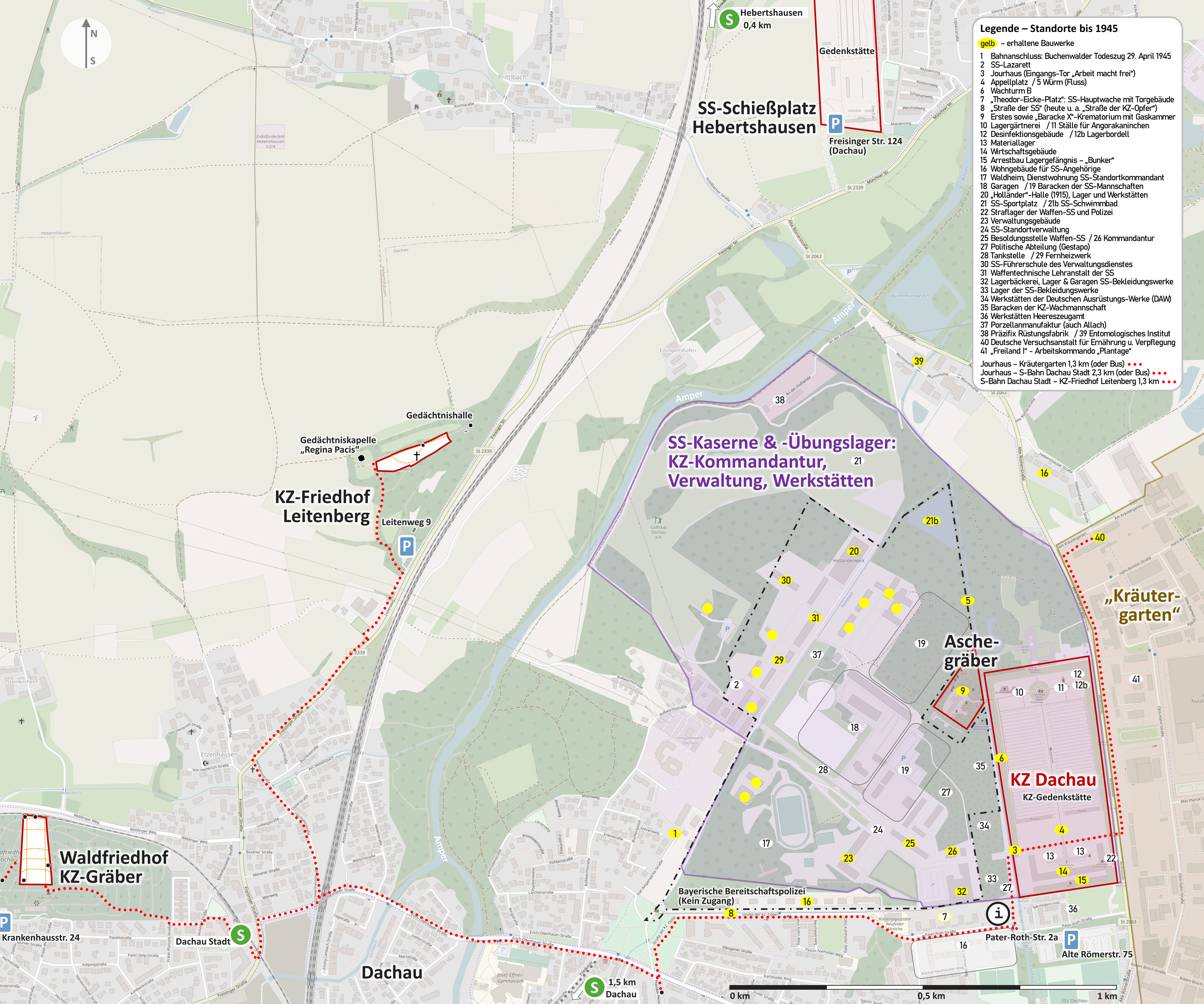
Lageplan – Überblick bis 1945, sowie KZ-Friedhöfe

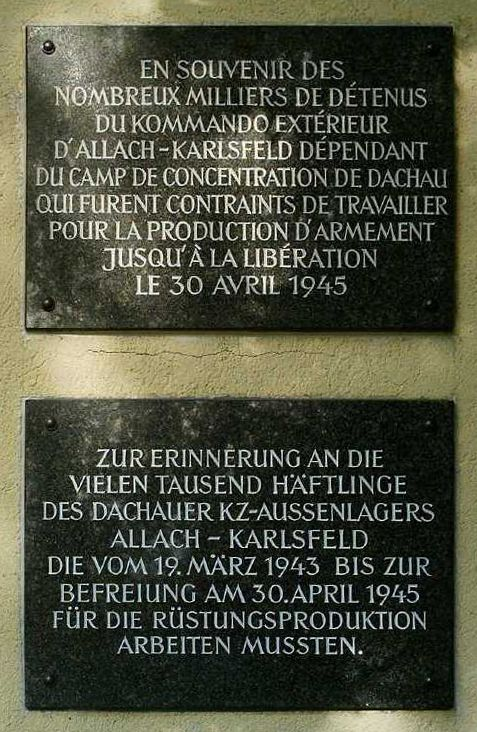
Gedenktafel für die ehemaligen Häftlinge des Außenlagers Allach

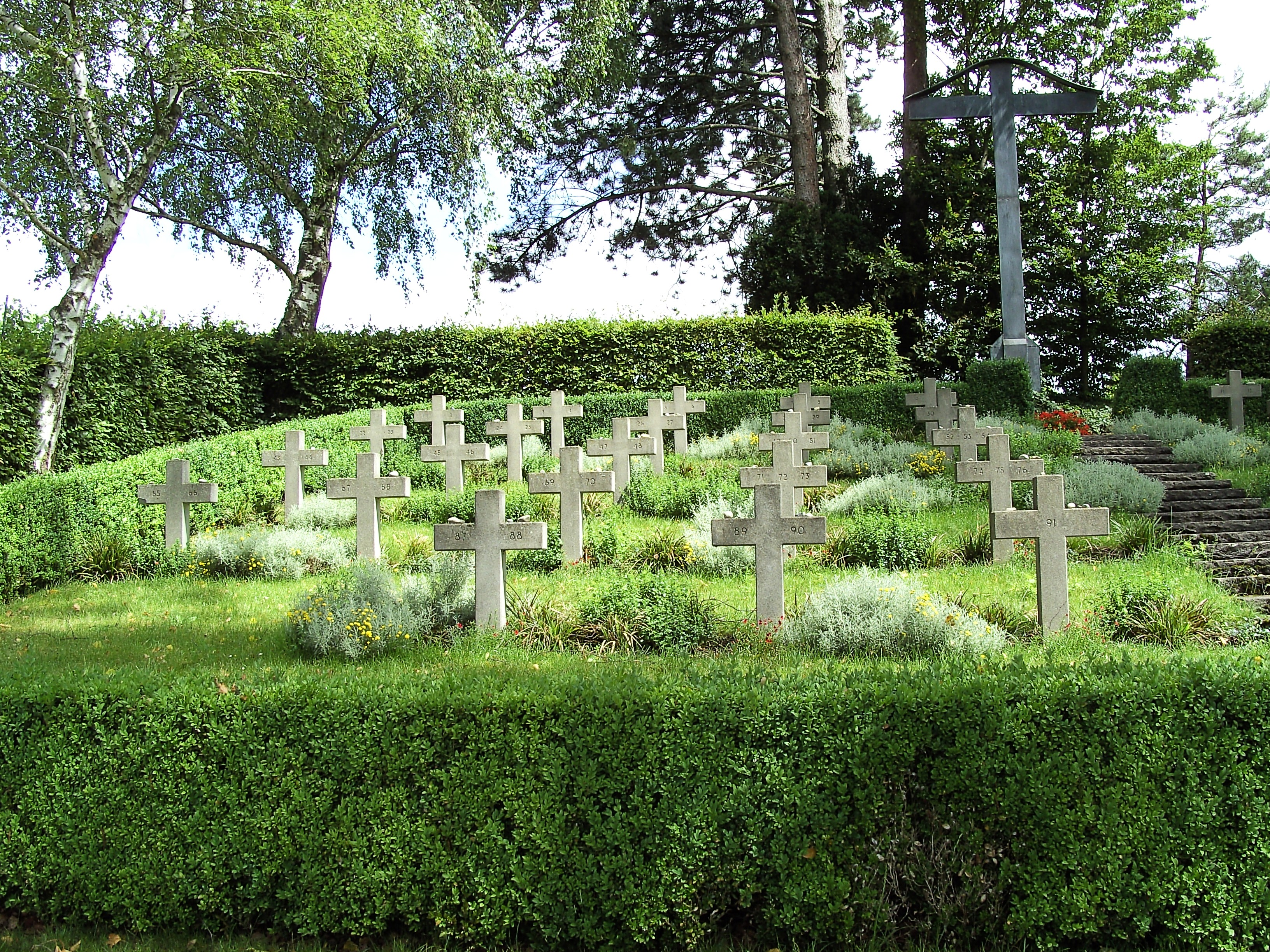
KZ-Friedhof Birnau, ehem. KZ-Außenlager Überlingen-Aufkirch am Bodensee, eines der 169 Außenlager von Dachau

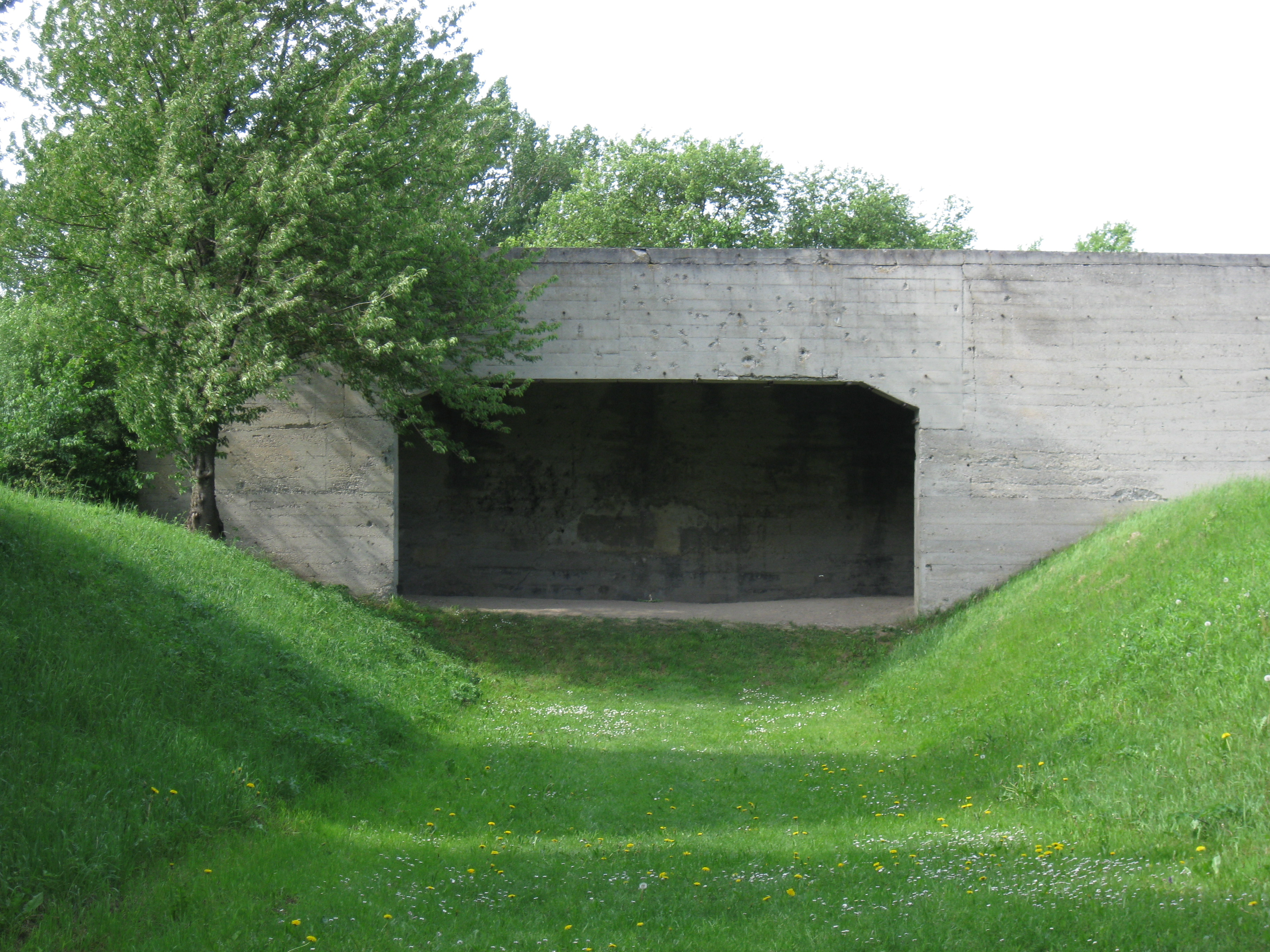
SS-Schießplatz Hebertshausen (Freisinger Str. 124, Dachau) ⊙
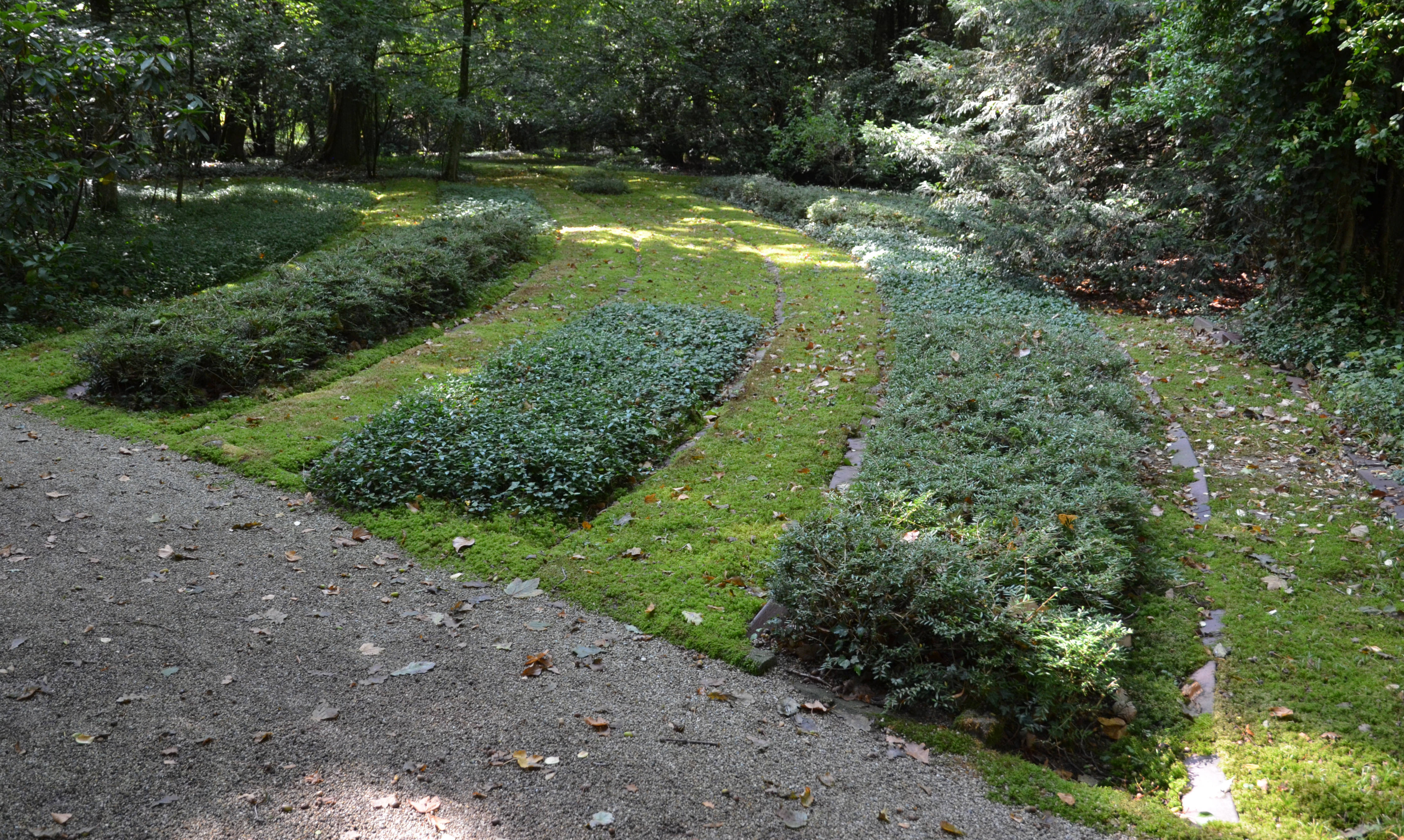
KZ-Friedhof Dachau-Leitenberg ⊙ (Leitenweg 9, mit der Kapelle Regina Pacis)
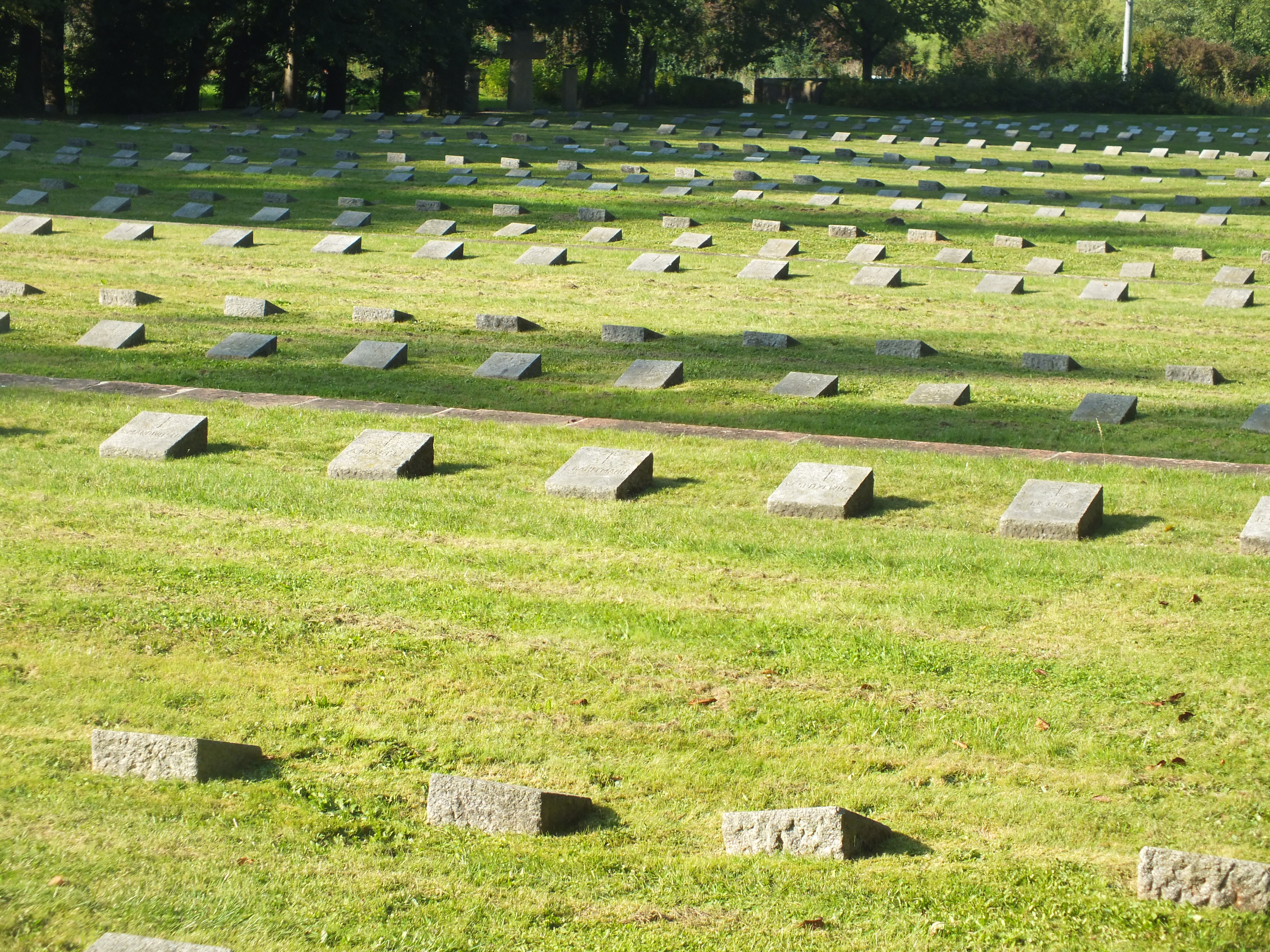
Gräberanlage Waldfriedhof Dachau ⊙ (Krankenhausstr. 24).
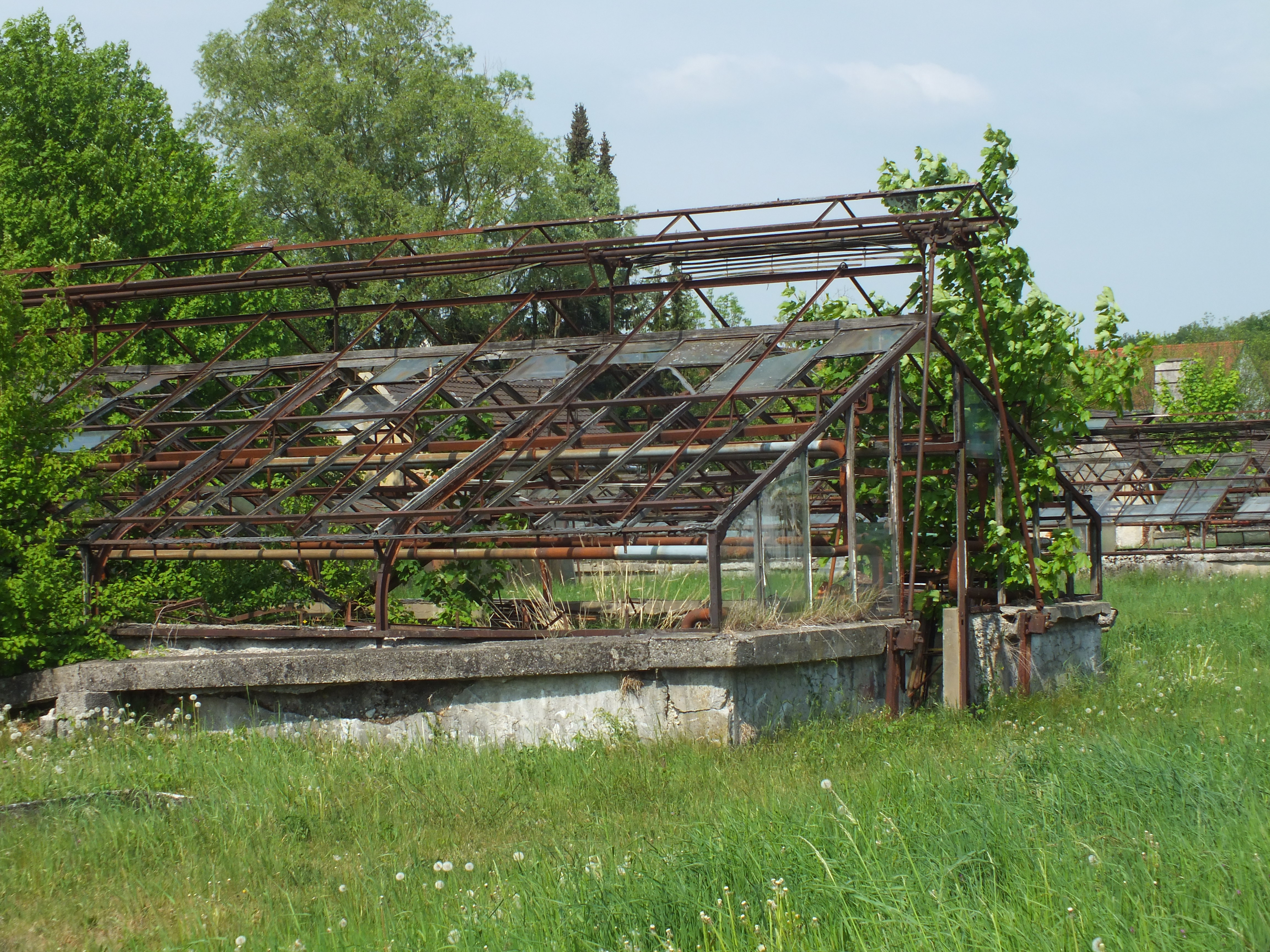
„Kräutergarten“ Dachau ⊙ (Am Kräutergarten 4)
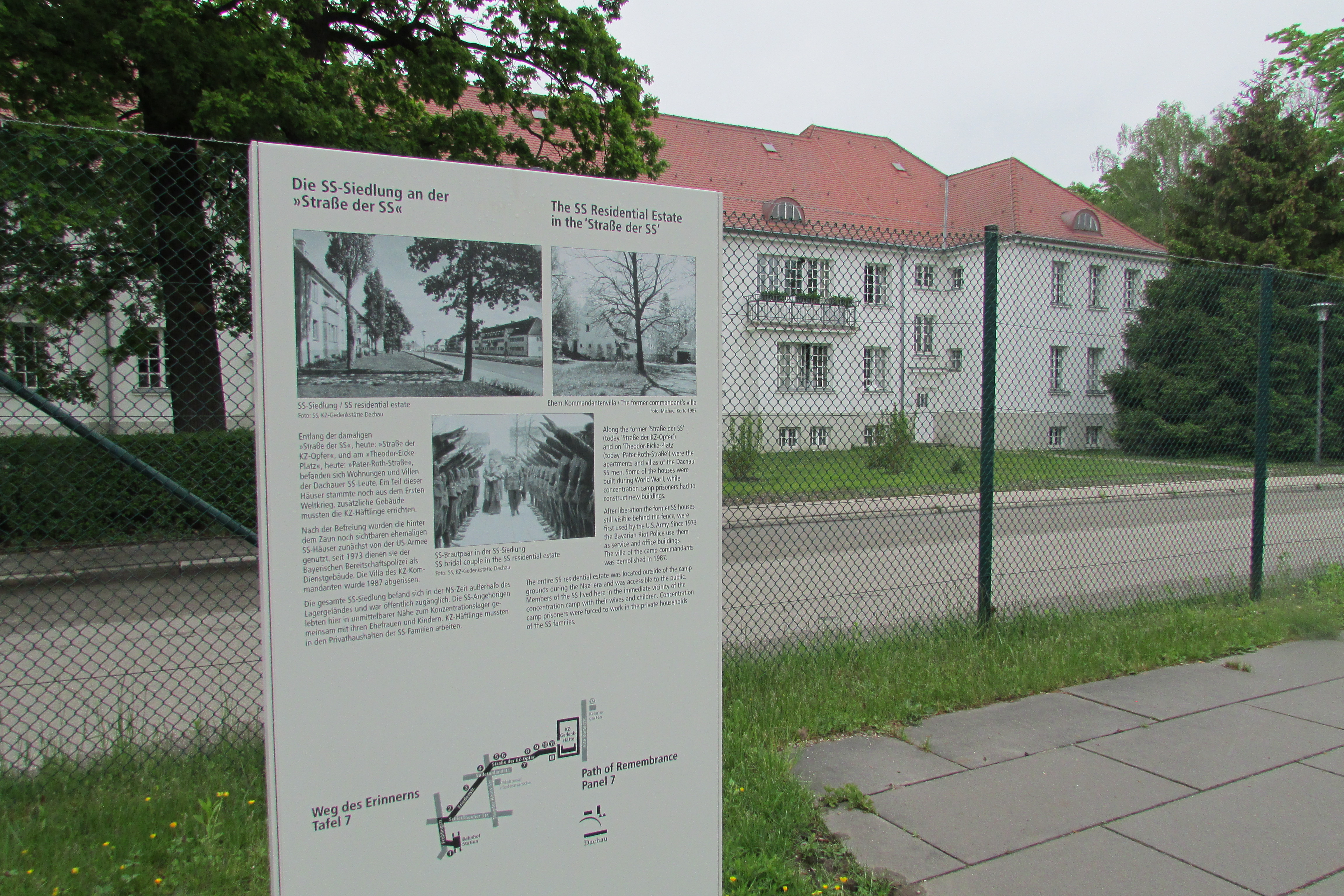
SS-Siedlung ⊙ an der früheren „Straße der SS“ (heute „Straße der KZ-Opfer“)
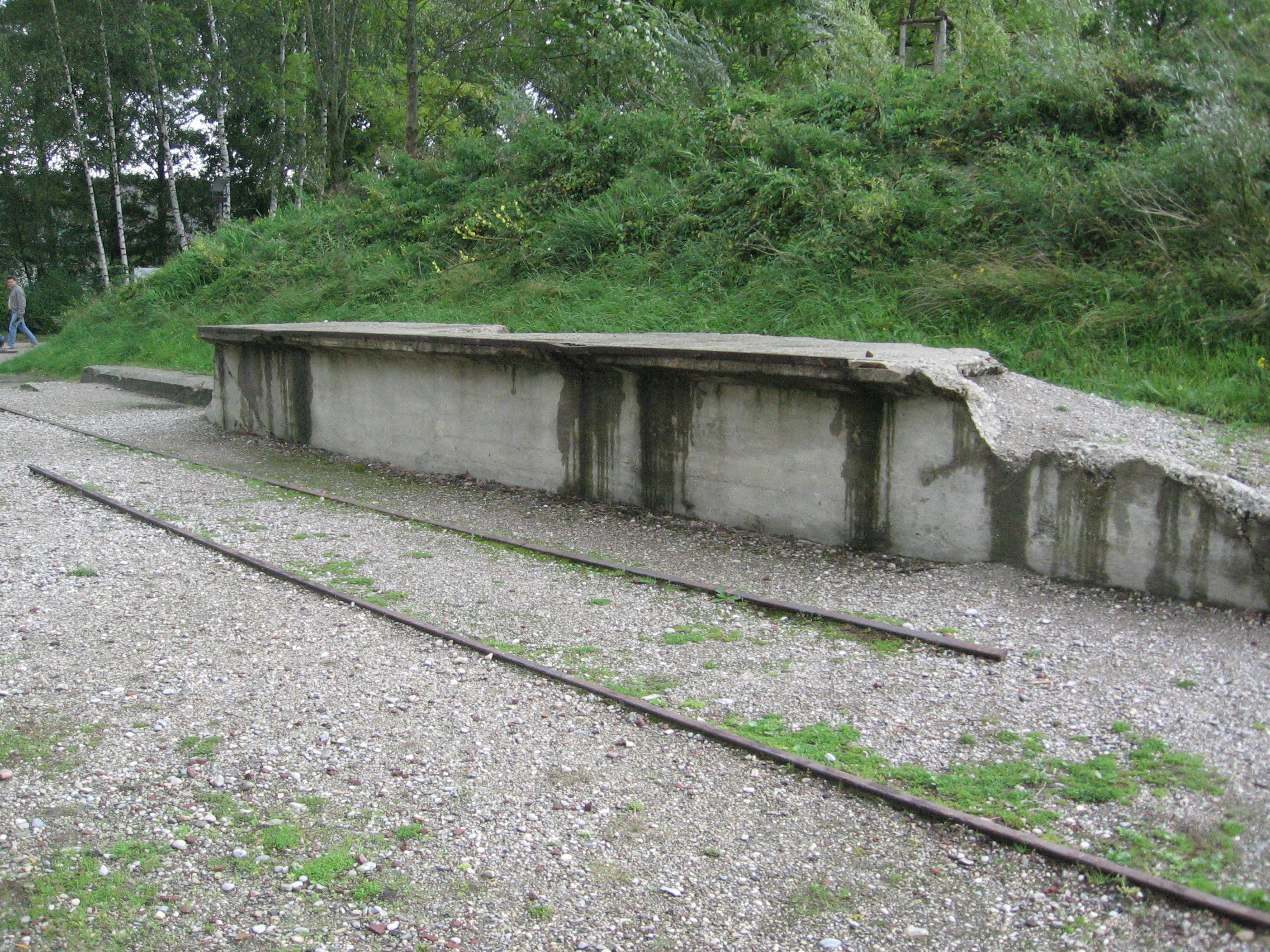
Eine Eisenbahnrampe aus der Zeit der Pulver und Munitionsfabrik: a) Todeszug aus Buchenwald ⊙ (Isar-Amperwerke-Straße, Dachau), b) Foto ⊙, auf Weg zum früheren Lager (westlich des Jourhauses)
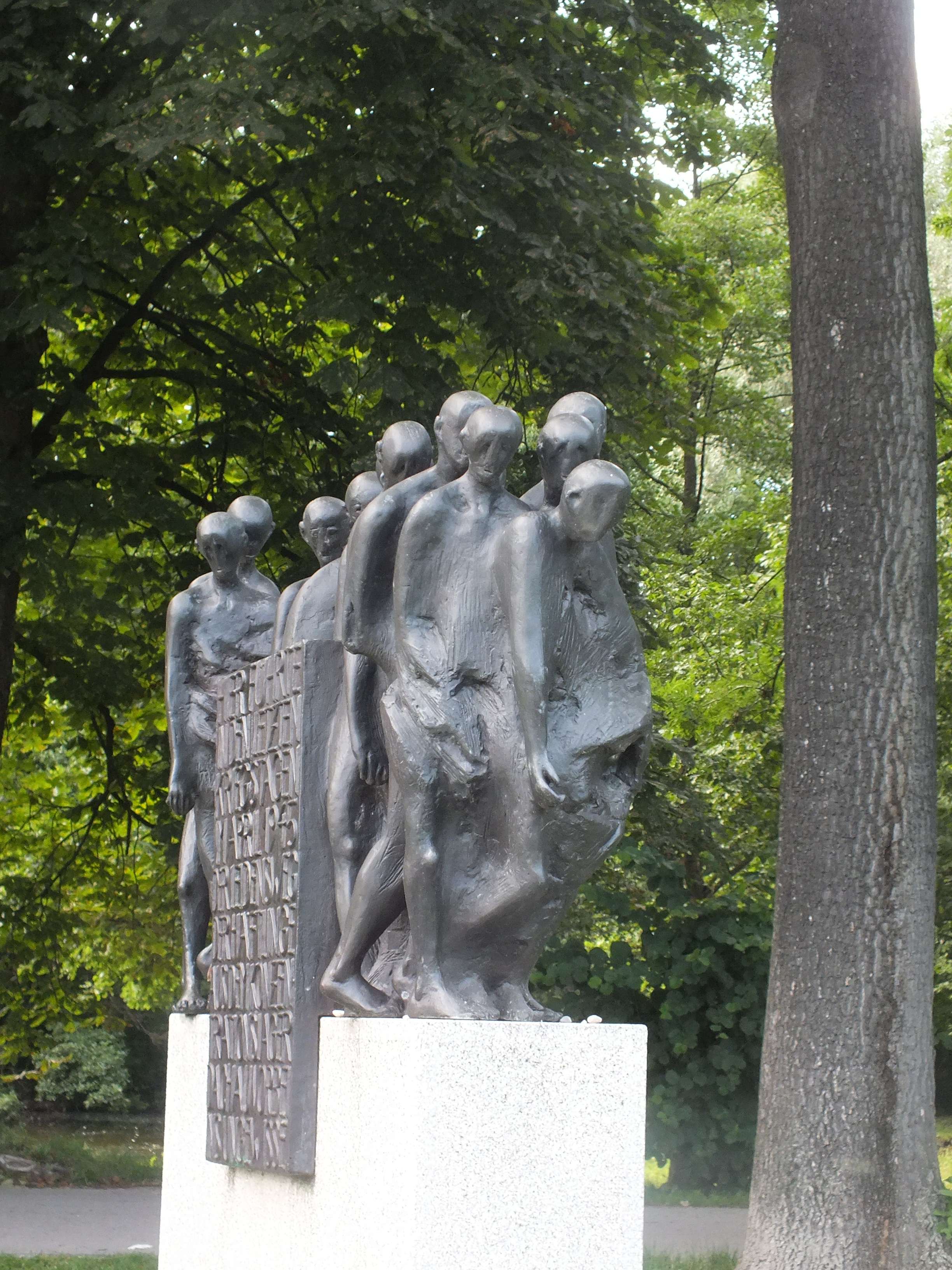
Todesmarsch Denkmal, Bronze von Hubertus von Pilgrim (Theodor-Heuss-Straße/Sudetenlandstraße, Dachau) ⊙

Der „Weg des Erinnerns“ wurde im März 2007 eingeweiht. Er wird von zwölf Informationstafeln, die entlang der Strecke vom Dachauer Bahnhof bis zum Besucherzentrum der KZ-Gedenkstätte Dachau aufgestellt sind, gesäumt. Diese Tafeln erinnern an die geschichtliche Bedeutung des Weges, auf dem die meisten Häftlinge während der NS-Zeit ins Konzentrationslager Dachau gebracht wurden. Für den drei Kilometer langen Fußweg benötigt man ca. 45 Minuten. Die Informationstafeln stellen die Beziehung der Häftlinge zum Dachauer Umfeld dar. Sie weisen auf Spuren hin, die durch die NS-Herrschaft in Dachau verblieben sind. Es ist noch ein Bahndamm erkennbar, über den ganze Züge mit Gefangenen ins Lager transportiert wurden. Die Häftlinge wurden zum Bau öffentlicher Straßen entlang des Weges eingesetzt. Das letzte Stück führt entlang der ehemaligen SS-Kaserne bis zur heutigen KZ-Gedenkstätte.

## Kritik an der Gedächtniskultur Dachaus
Von verschiedenen Autoren wird die Gedächtniskultur auch speziell an Erinnerungsorten zur Geschichte des Nationalsozialismus kritisiert. Dachau wird teilweise einer besonderen Kritik unterzogen:
Der Historiker K. Erik Franzen kommentiert in einem Dachau-Artikel, die Topographie des Geländes habe durch die Errichtung verschiedener sakraler Gedenkorte mit der Leitidee christlicher Versöhnung eine stark religiöse Ausrichtung erhalten. „Der ‚authentische‘ Ort löste sich im Zuge des Umgangs mit der Vergangenheit nahezu auf – falls es authentische Orte überhaupt gibt.“
Die Literaturwissenschaftlerin und Holocaustüberlebende Ruth Klüger hat in ihrer Autobiografie Weiter leben. Eine Jugend unter anderem am Beispiel Dachaus die Eignung von Erinnerungsstätten als Lernorte und Museen bestritten. Dachau sei so sauber und ordentlich, es wirke geradezu einladend, indem es eher an ein Ferienlager erinnere als an gefoltertes Leben. In einem Gespräch über die zunehmende Memorialisierung der Erinnerung äußerte sie, „Pathos und Kitsch“ würden den Blick auf die Realität verstellen und auch den Opfern nicht gerecht werden. Aleida Assmann kommentiert, für Klüger seien die „musealisierten Erinnerungsorte“ zu „Deckerinnerungen“ geworden.

## Filme
- Christian König: Der Dokumentarfilm „KZ Dachau“. Entstehungsgeschichte – Filmanalyse – Geschichtsdeutung. In der Reihe Dachauer Diskurse, Bd. 4. 2010, ISBN 3-8316-0966-7 (178 Seiten).
- Knut Karger: KL Dachau. Zweiteiliger Dokumentarfilm, 2019, 88 Min., BR für die ARD, Deutschland. (Zeitgenössische Fotografien werden von Historikerinnen vor dem realen Hintergrund kommentiert. Die Haftzeit von sechs ehemaligen Häftlingen werden beispielhaft vorgestellt.)